# Comité Permanente Interestatal para la Lucha contra la Sequía en el Sahel

El Comité Permanente Interestatal para la lucha contra la sequía al Sahel (CILSS) es una organización internacional que reagrupa los países del Sahel.
Fue creado en 1973, durante la primera gran sequía en la región con el fin de movilizar a las poblaciones del Sahel y la comunidad internacional en torno a la ayuda de urgencia y de la apuesta en marcha de los programas en diferentes temas : agricultura pluvial, hidráulica, medio ambiente, transporte, comunicación. En 1995 centró sus actividades en torno a la seguridad alimentaria y a la gestión de los recursos naturales.
La secretaría ejecutiva está en Uagadugú (Burkina Faso). El centro agro-hydrométrico (AGRHYMET) creado por la Organización meteorológica mundial, está en Niamey (Níger) y el Instituto del Sahel, centro de investigación agro-socioeconómica y sobre la « población y el desarrollo », está ubicado en Bamako (Malí).
Desde el 26 de julio de 2013 el Secretario Ejecutivo del CILSS es Djimé Adoum de Chad, que sucedió a Alhousseïni Bretaudeau de Mali y que estuvo seis años a la cabeza de esta organización.

## Lista de países miembros
- Benín
- Cabo Verde
- Costa de Marfil
- Gambia
- Guinea
- Guinea-Bisáu
- Mali
- Mauritania
- Níger
- Senegal
- Chad
- Togo